# Металогіка
Металогіка — вивчення метатеорії логіки. На відміну від логіки, яка досліджує способи застосування логічних систем для доведень і спростувань, металогіка досліджує властивості самих логічних систем. Виділяють синтаксис і семантику в логіці.
Область дослідження металогіки: формальні мови, формальні системи та їх інтерпретації.
Окремі питання металогіки відомі з часів Аристотеля, однак тільки з появою формальних мов у кінці XIX ст — на поч. XX ст. цей напрямок у науці отримав свій розвиток.
Металогіка і метаматематика часто розглядаються як синоніми та вивчаються в рамках математичної логіки.

## Наукознавчі дисципліни
- Метаматематика і металогіка розглядаються як синоніми та вивчаються в рамах математичної логіки. Завдання теорії — встановити межі області застосування досліджуваної в ній теорії, відповісти на запитання про її несуперечності та повноті, вивчити способи введення її нових понять і докази її пропозицій і т.п .
- Метафізика — це вчення про надчуттєві, недоступні досвідові принципи і начала буття (існування світу). Згідно з Кантом, «Метафізика — це частина філософії, що визначає апріорні умови пізнання».
- Метапсихологія в перекладі з грецької мови означає: «meta» — після, або за, «psiche» і «logos» — це вчення про душу. В метапсихології викладені засади, на яких будується дане психологічне знання, а на цій основі мають розв'язуватися часткові психологічні проблеми. Метапсихологія пов'язана з філософською онтологією людини.
- Метахімія— це вчення про надчуттєві, недоступні досвідові принципи і начала; це наука про речі, спосіб з'ясування світоглядних питань які не піддаються осягненню за допомогою експерименту та методів конкретних наук; це концепія розвитку, метод пізнання.
- Метафілософія.